# Batallón Guardia Presidencial
El Batallón de Infantería Guardia Presidencial o Batallón de Infantería N° 37 Guardia Presidencial o por sus siglas en español BIGUP tiene como misión mantener la seguridad del presidente de la República de Colombia, su familia y su residencia oficial, la Casa de Nariño. Está formado por 1.400 personas entre militares y civiles.
La unidad militar estuvo dirigida por el teniente coronel Luis Fernando Londoño Villamizar en el 2008. En enero del 2013 el teniente coronel Antonio José Dangond asume la dirección del batallón. En diciembre del 2023, se hace una ceremonia de traspaso de mando, del coronel Diego Alberto León Grimaldo hacia el teniente coronel Miguel Alejandro Martínez Caro Martínez, el cual sigue asumiendo la dirección del batallón.

## Historia

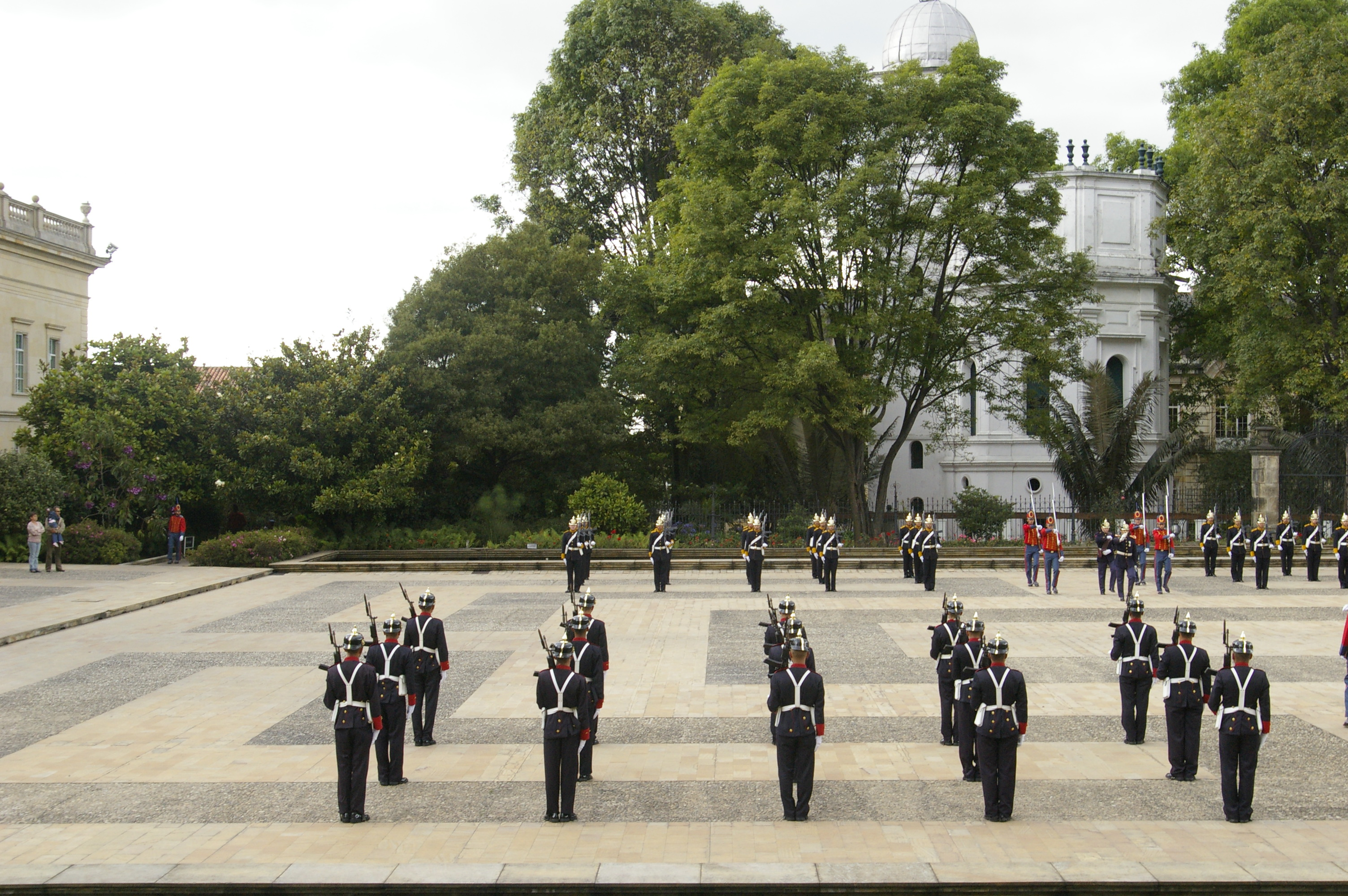
Formación del Batallón de Infantería N° 37 "Guardia Presidencial" en la entrada al Patio de Armas del Palacio de Nariño

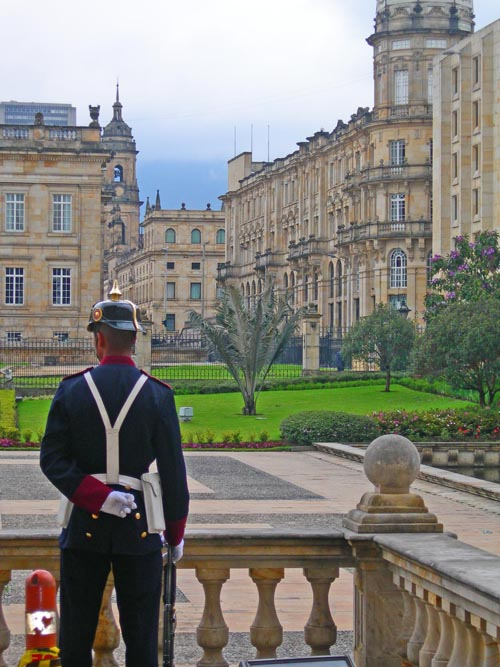
Soldado de la Compañía "Caldas" (Ingenieros Militares) del Batallón "Guardia Presidencial".

### Antecedentes
Durante la época colonial cuando Colombia hacía parte del Virreinato de Nueva Granada, se creó unas unidades que sirvieran como la guardia de honor y protección para el virrey de Nueva Granada. En 1751 el virrey José Alfonso Pizarro ordenó la creación de dos compañías; una de infantería y la otra de caballería que servirían como la guardia del virrey. La compañía de infantería tenía el nombre de Compañía de Infantería de la Guardia del Virrey o Alabarderos y la de caballería se denominaba Compañía de Caballería de la Guardia del Virrey. Tenían su cuartel en la esquina diagonal a la catedral de Santafé de Bogotá, hoy carrera 7ª con calle 11. 
Por muchos años esta unidad fue la única presencia de tropas veteranas en el interior del virreinato ya que España priorizaba el envío de refuerzos y creación de unidades en la costa para proteger los puertos importantes como Cartagena de Indias. La Guardia del Virrey tuvo que actuar durante la Revuelta de los Comuneros del Socorro en conjunto con las milicias de infantería que habían sido creadas temporalmente para proteger la capital por la falta de tropa veterana. En 1784 se disolvió la compañía de infantería pero fue restablecida en 1790.
Según el Estado Militar de España publicada en 1808, la Guardia del Virrey tenía 24 hombres de infantería y 34 hombres de caballería, el comandante de la compañía de infantería era el capitán Martín de Mutuberria y el de la compañía de caballería era el capitán Juan de Aguirre.

### Época de la Independencia
El 12 de febrero de 1815 desde la ciudad de Mompox el Libertador Simón Bolívar actuando cómo capitán general (equivalnate al comandante en jefe del ejército) del ejército de la Nueva Granada publicó un decreto ordenado la formación del cuerpo de Guardia de Honor.
Según el decreto, esta guardia de honor sería conformada por una compañía de Zapadores, una de Granaderos, una de fusileros de línea, una de Cazadores, un piquete de artillería y un Escuadrón de caballería, pesadamente armado.
El Libertador ordenó que su uniforme seriá: chaqueta encarnada, vuelta y cuello verde, pantalón verde o blanco, y corbata negra; la infantería llevará gorra de cazadores, cabos de oro y alamares de lo mismo al lado de la solapa y vueltas; la caballería, gorras de húsares y cabos de plata.

#### BatallónGuardia de Honordel Gobierno (1815-1816)
En junio de 1815 el gobierno de las Provincias Unidas de la Nueva Granada también expidió un decreto para la creación de una unidad llamada Guardia de Honor que sirviera de guardia de honor para el presidente y congreso de la Nueva Granada. Esta unidad sería compuesto de dos compañías de infantería de cien hombres cada una y una de caballería de cien hombres. Su uniforme era similar a la que había establecido el reglamento de Bolívar, para la infantería el uniforme era: chaqueta roja con ojales y boton amarillo. pluma, cuello, vuelta, y pantalon verde, botin negro, y fornitura de cuero del mismo color;
gorra de piel de Oso con chapa de metal dorado en que este gravado el nombre del Cuerpo. 

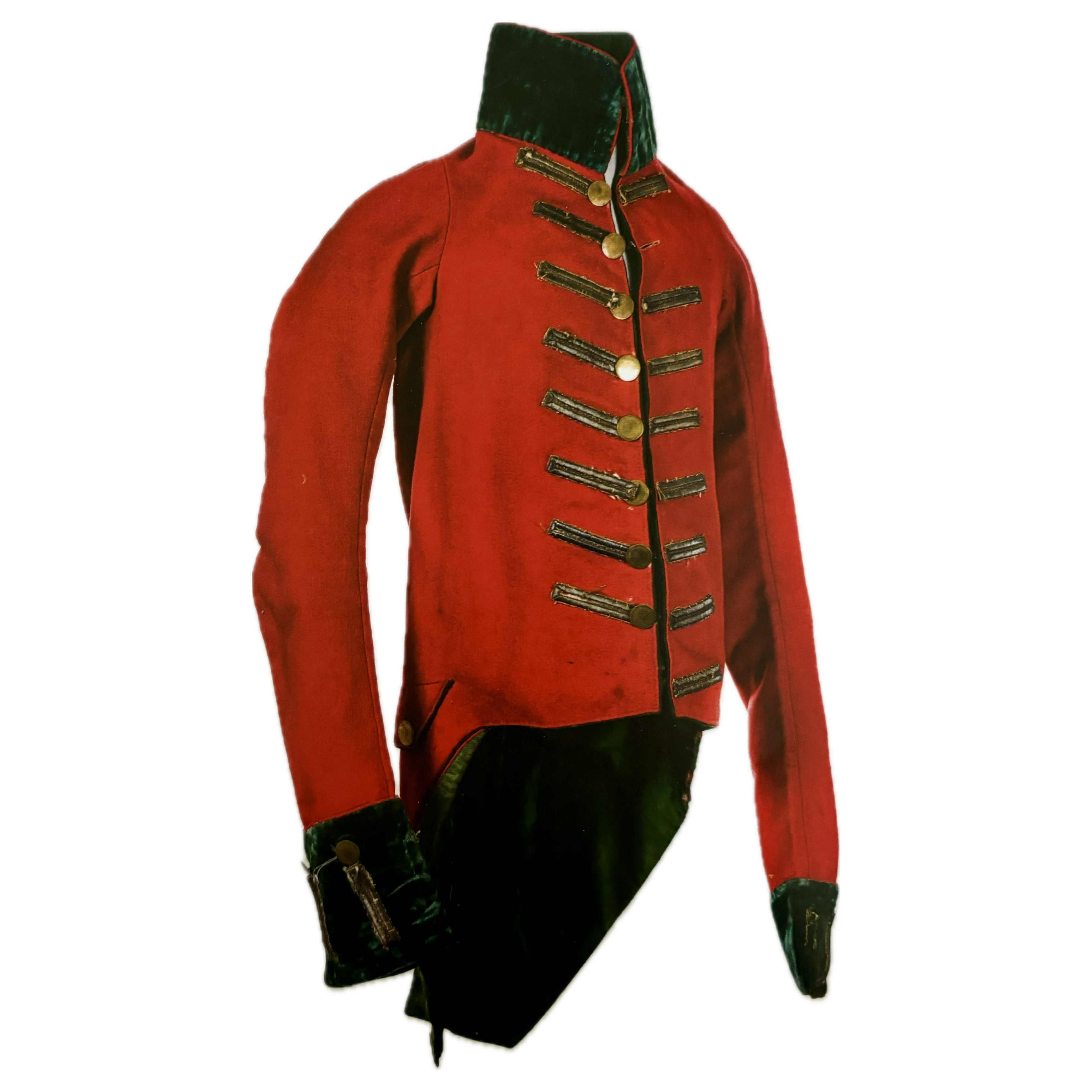
Chaqueta de infante de la Guardia de Honor del gobierno de las Provincias Unidas de la Nueva Granada (1815). Esta pieza hace parte de la colección del Museo de la Independencia- Casa del Florero en Bogotá.

Mientras que la caballería se vestía con chaqueta verde con ojales y botón blanco, pluma encarnada y verde, vuelta, cuello, y pantalón encarnado, bota alta hasta la rodilla. casco con cimera de piel de Oso, y chapa de metal blanco en que este gravado el nombre del Cuerpo, mantilla y tapafunda verde con galon blanco.Según el cronista José María Caballero, esta unidad desfiló por primera vez en un desfile militar en Bogotá para conmemorar el 20 de julio, vestida de pantalón verde y chaqueta colorada y gorra negra, de oso, su escudo tenía la inscripción “Guardia de Honor”.Su bandera fue bendecido en una ceremonia relalizado el 11 de febrero de 1816 en la Iglesia de San Francisco.
En junio de 1824, el Libertador Simón Bolívar regresa a Santa Fe y se instala en el Palacio de San Carlos acompañado de su Guardia de Honor la cual se distinguía de las demás Unidades del ejército de Bolívar por el uniforme que vestía, diseñado por el mismo Simón Bolívar.
El 25 de septiembre de 1828, el Guardia de Honor del Libertador Simón Bolívar el Coronel Guillermo Fergusson ofrendó su vida por salvar a su líder y así permitir que la República continuara su camino.
El 16 de marzo de 1919, la Guardia Presidencial, protagonizó la Masacre de los sastres en la Plaza de Bolívar, dejando 20 muertos y 18 heridos con 300 detenidos.

### Creación del Batallón "Guardia Presidencial"
El 7 de diciembre de 1927, el presidente Miguel Abadía Méndez dicta el decreto 1945, por medio del cual, se crea la “Guardia de Honor del Presidente de la República”, destinada a salvaguardar el Palacio Presidencial. Luego por medio del decreto 367 se determina la composición de la Institución de la Guardia de Honor, el grupo que velará por la seguridad del jefe de Estado y a la vez se le da el nombre de Batallón Guardia Presidencial. Su organización tuvo lugar el 16 de agosto de 1928, siendo su primer comandante el teniente coronel Roberto Perea Sanclemente.
El 9 de abril de 1948 ocurrió El Bogotazo cuando turbas enfurecidas por el asesinato del caudillo liberal Jorge Eliécer Gaitán intentaron tomar las instalaciones del Palacio Presidencial. El Batallón Guardia Presidencial interviene para proteger a los asistentes de la Novena Conferencia Panamericana e impedir cualquier agresión contra el entonces presidente Mariano Ospina Pérez. En esta acción muere el Teniente Ruiz en las puertas del Palacio.
A lo largo de su historia el Batallón Guardia Presidencial se presenta como la barrera humana infranqueable que defiende la vida de los líderes de la Nación hasta el sacrificio, protegiendo a la República de Colombia y cumpliendo fielmente su lema “En defensa del honor hasta la muerte” y “La Guardia muere pero no se rinde”.
Desde 1958 se le dio al Batallón Guardia Presidencial, una organización sui generis en el Ejército Nacional, con una representación de las cuatro armas y sus unidades se denominaron de Infantería, Caballería, Artillería e Ingenieros.
Este Batallón participó en la Retoma del Palacio de Justicia que había sido tomado por la guerrilla del Movimiento 19 de Abril (M-19) el 6 y 7 de noviembre de 1985.

## Uniforme ceremonial
Se diseñó en la época de la Independencia en 1810 y fue el uniforme más característico de ese entonces así como el más utilizado por los soldados habiendo participado en su diseño el General Simón Bolívar.
Los 33 botones dorados significan las 33 batallas que se llevaron a cabo para obtener la libertad, los 22 cordones, 11 a cada lado, significan los 22 años que duraron las campañas del General Simón Bolívar para Libertar a nuestras 5 Naciones.
El General Simón Bolívar lo llamó uniforme papagayo por sus tres colores amarillo, azul y rojo. Actualmente lo utiliza la Guardia de Honor de la Casa de Nariño para ceremonias y en el cambio de Guardia Presidencial.

## Funciones
El Batallón de Infantería N° 37 Guardia Presidencial apoya los requerimientos hechos por la Secretaría de Seguridad de la Presidencia de la República, para prestar sus servicios al primer mandatario del país y su familia, solicitados a través de Casa Militar.
Apoyando la misión de la Décima Tercera Brigada con operaciones de riesgo y control Militar de área y de acción integral en la jurisdicción asignada, bajo el marco de la promoción de los Derechos Humanos y el Derecho Internacional Humanitario.

## Composición
El Batallón de Infantería N° 37 "Guardia Presidencial" se compone de 9 compañías y que son las siguientes:
- Córdoba (Infantería) Insignia roja.
- Rondon (Escuadrón de Caballería) Insignia amarilla.
- Ricaurte (Artillería) Insignia negra.
- Caldas (Ingeniera) Insignia vinotinto.
- Fergusson (Banda de Guerra) Insignia blanca.
- A.S.P.C (Apoyo de Servicios Para el Combate - Logística del Batallón) Insignia gris.
- Casa Militar (Apoyó en palacio) Insignia roja GP.
- Santander y Nariño (Instrucción) Insignia azul e Insignia Verde.
- AFEUR (Agrupación de Fuerzas Especiales Antiterroristas Urbanas) N°3 (Fuerzas Especiales) Insignia comando.

### Compañía Fergusson
Es la compañía de protocolo encargada de las ceremonias de armas (infantería). De esta sale la banda de guerra, la Calle de Honor (CH) y la ejemplar Guardia de Honor del señor Presidente (GH) que se encarga en las ceremonias militares más exigentes que demanda el país: honores, desfiles, retretas, visitas de estado, condecoraciones, honores fúnebres y su ceremonia insignia: el relevo de guardia del Palacio Presidencial. Ésta se realiza los miércoles, viernes y domingos a las 3:00 p. m. en la Casa de Nariño.

### Compañías Córdoba (Infantería), Rondón (Caballería), Ricaurte (Artillería), Caldas (Ingeniería).
Son las encargadas de la seguridad del palacio, el presidente y su familia.

## Cuarteles y guarniciones
Desde septiembre de 1958 hasta febrero de 1967 el Batallón Guardia Presidencial funcionó en las instalaciones del Claustro de San Agustín (hoy Museo De Artes y Tradiciones) ubicado frente al Palacio de Nariño. El terremoto del 7 de febrero de 1967, que tuvo como epicentro Campo Alegre (Huila) y que afectó gran parte de Colombia, causó daños severos en las paredes de las instalaciones del Cuartel del Batallón, habiéndose además desplomado los techos, razón por la cual el Batallón tuvo que desocupar. Las compañías de Infantería y de Ingenieros, así como el Comando, fueron desplazadas a las instalaciones de la Escuela de Servicios (hoy Escuela de Logística) de San Cristóbal sur, El Escuadrón de Caballería se desplazó al Grupo Páez (hoy Rincón Quiñones) y la Batería fue trasladada a la Escuela de Artillería, donde se cubrían los diferentes servicios. El Comando superior considerando la necesidad de reubicar a la Guardia de Honor del Presidente de la República, dispuso en marzo de 1967 que su ubicación sea en el local donde funcionó la Brigada de Institutos Militares (hoy Dirección de Reclutamiento y movilización del Ejército Nacional) en la Avenida Caracas con calle 10, frente al Parque de los Mártires.

## Galería de imágenes

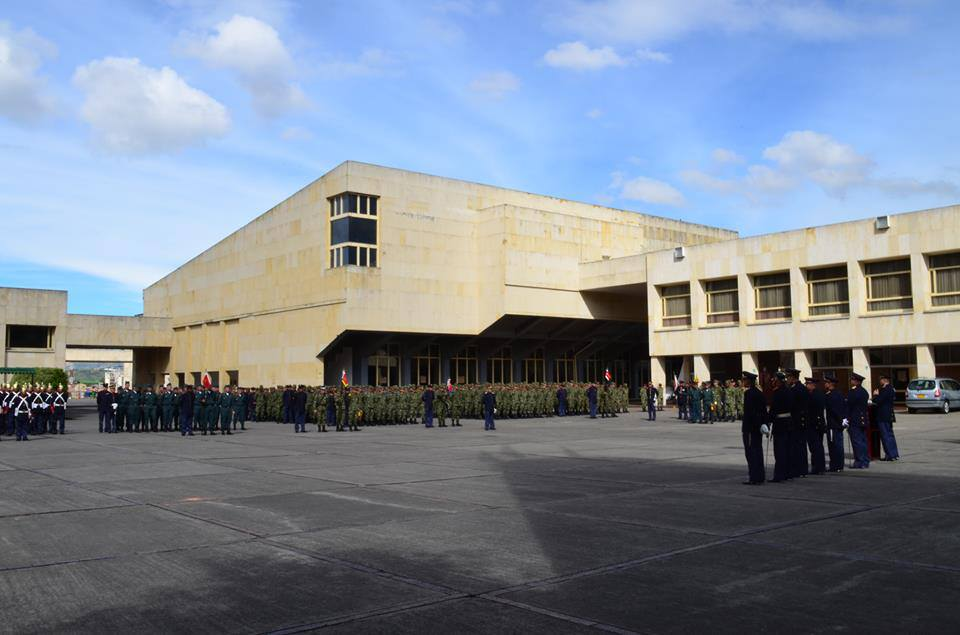
Formación antes de una ceremonia.
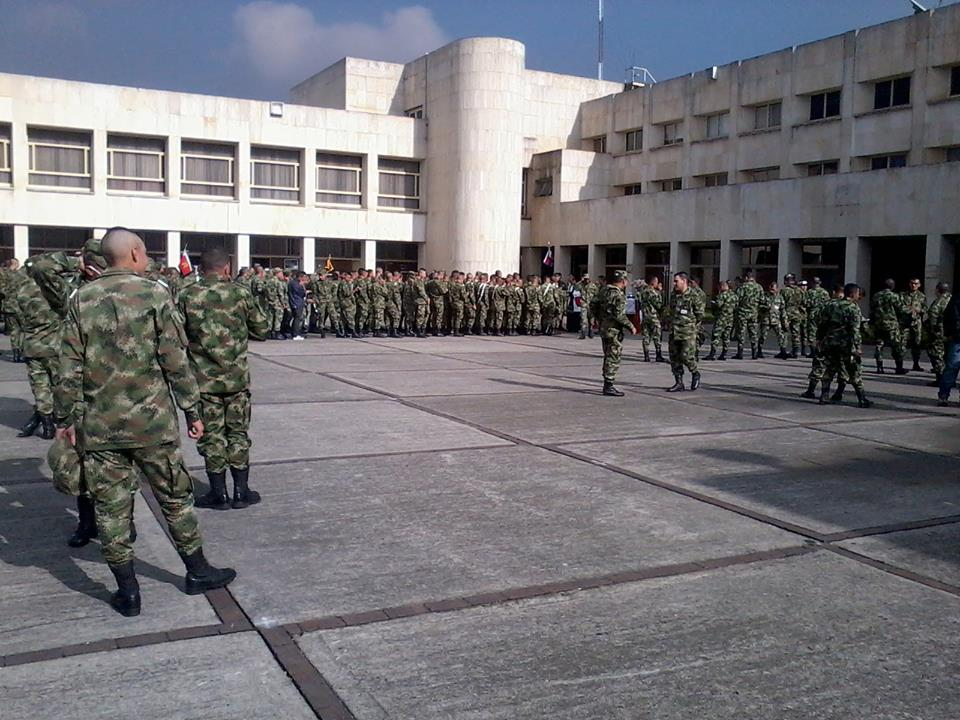
Formación de la mañana en el batallón.
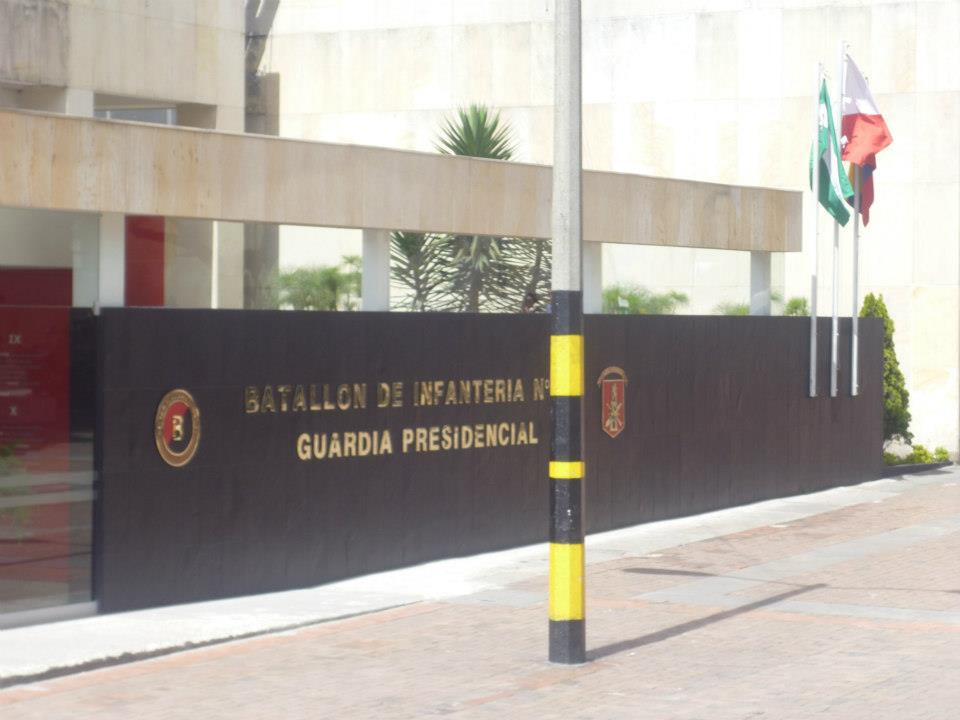
Guardia Principal de la Unidad Táctica.
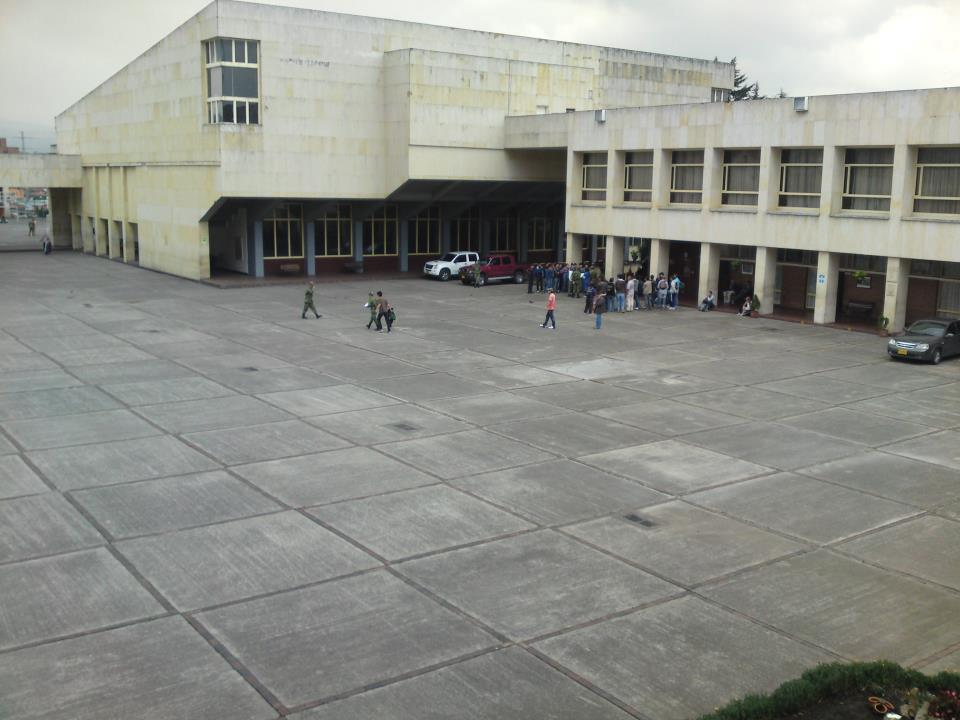
Tarde en el batallón.
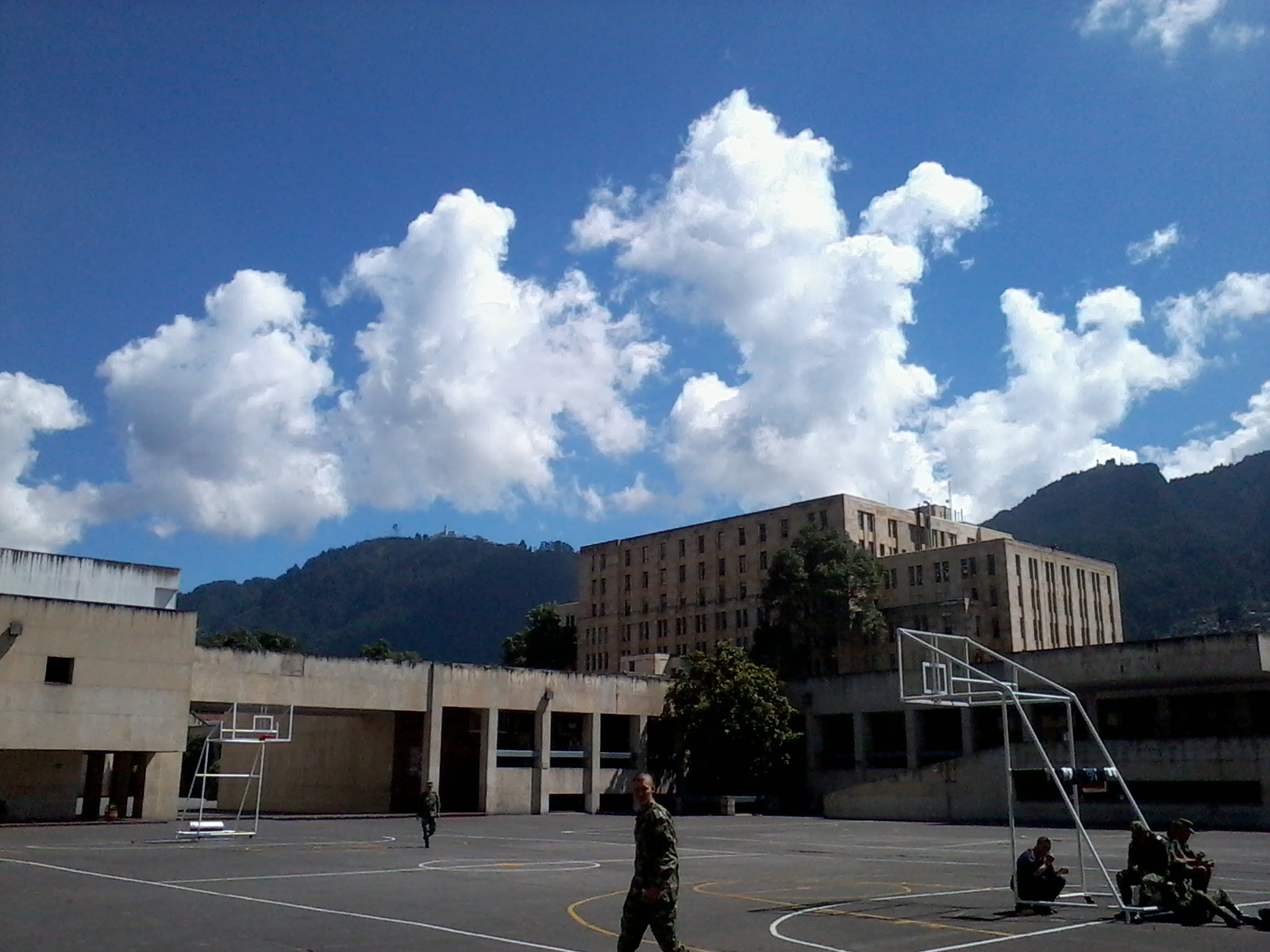
Día de descanso y esparcimiento.
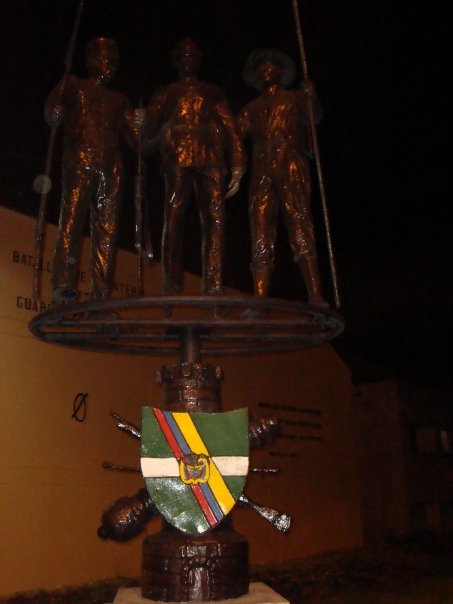
Monumento al la disciplina y valentía del soldado guardia de honor.
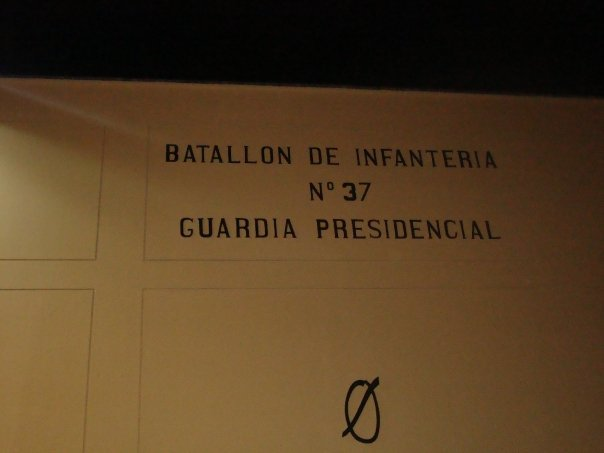
Nombre del batallón seguido por el símbolo dibujado por Francisco José de Caldas antes de ser fusilado.
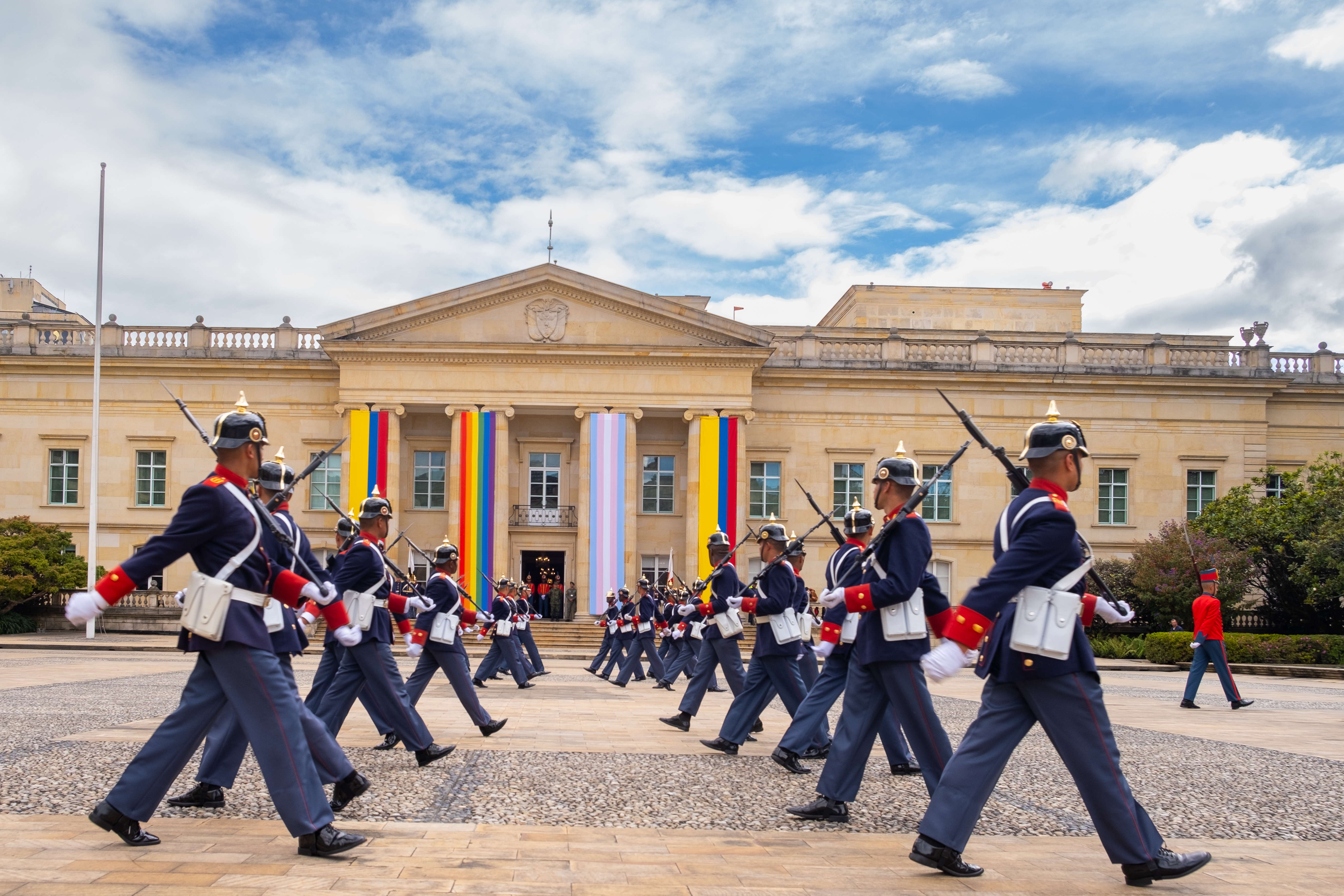
El batallón el día internacional